# ديريك وايت (سياسي بريطاني)
ديريك وايت (بالإنجليزية: Derrick White)‏ هو سياسي بريطاني، ولد في 7 يوليو 1942 في بيليمينا في المملكة المتحدة، وتوفي في 5 سبتمبر 2007 في قصرش في إسبانيا. حزبياً، نشط في الحزب القومي الاسكتلندي.